# LVG C.VI (航空機)
LVG C.VI（エルファウゲー・ツェー・ゼクス）は、ドイツ帝国のヨハニスタール航空運輸有限責任会社（ルフト・フェアケーアス・ゲゼルシャフト・ミット・ベシュレンクター・ハフトゥング・ヨハニスタール；Luft-Verkehrs Gesellschaft mit beschränkter Haftung Johannisthal; Luft-Verkehrs G.m.b.H. Johannisthal; L.V.G.; LVG）が開発した、単発複葉複座の偵察爆撃機。一連の LVG 製複座型機の完成型となった。第一次世界大戦終盤の1918年に初飛行を果たした。

## 概要

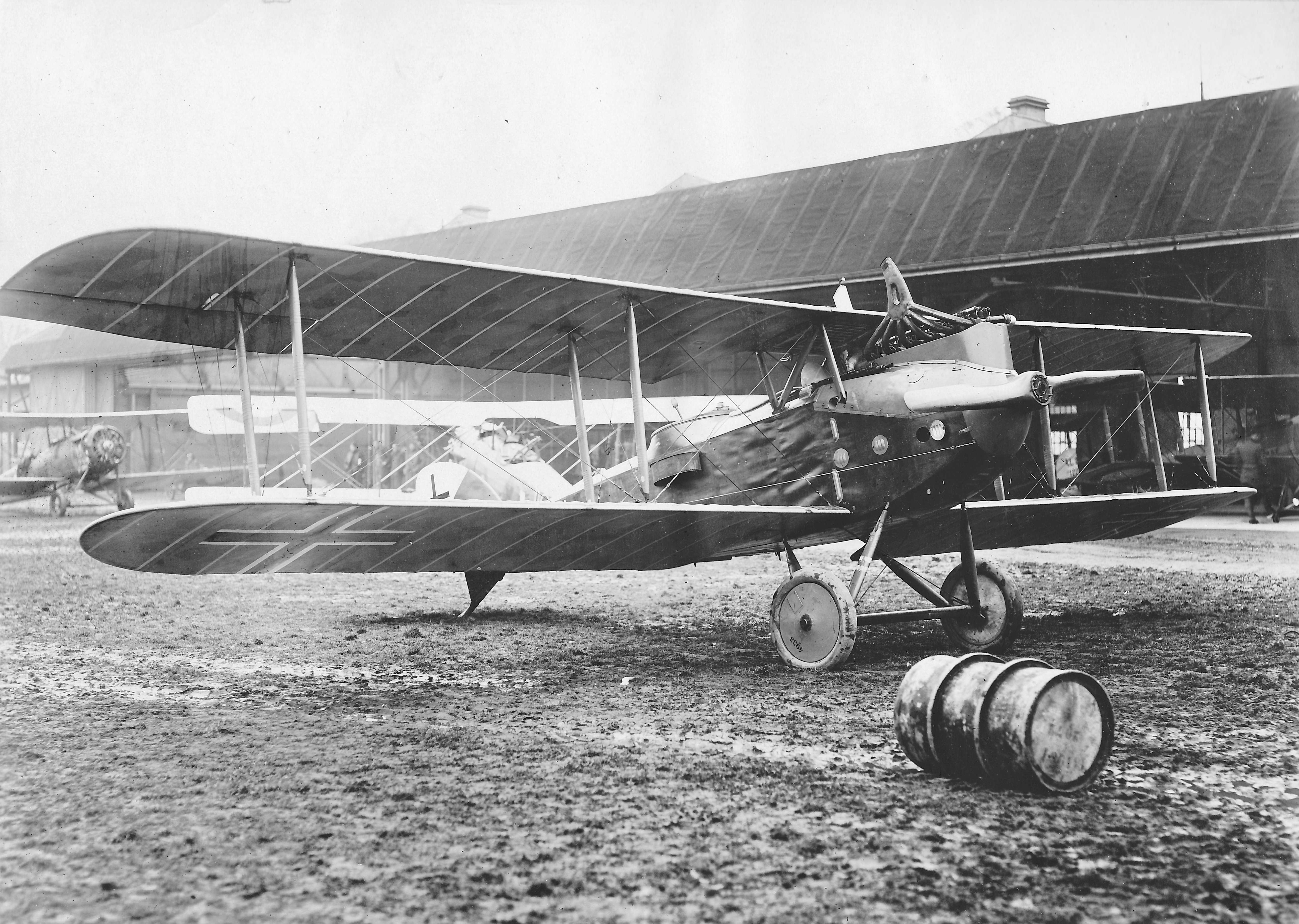
LVG C.VI

LVG C.VI は、複座偵察機 LVG C.V の改良型として開発された。機体は LVG C.V と同じ木製の胴体に羽布張りの翼を組み合わせたものであったが、先代機に比べ LVG C.VI は機体が軽量化され、上昇力に優れていた。最初の機体は1918年に前線へ投入されたが、ドイツの降伏に伴い生産は少数に留まった。それにも拘らず、LVG C.VI は大戦後も幅広く活動した軍用機となった。
ドイツ軍により提供、またはドイツ軍より捕獲された機体が姉妹機の LVG C.V や DFW C.V とともに西ウクライナ人民共和国のウクライナ・ハルィチナー軍で運用され、ポーランドなどとの戦闘に投入された。リトアニアでもドイツ軍からの8機の捕獲機が運用され、赤軍や残留ドイツ軍、ポーランド軍などとの戦闘に参加、1920年代も引き続き使用された。のち、さらに2機が戦列に加えられた。ラトビアでも、ドイツ軍より捕獲された機体が1機運用された。また、ポーランド軍でも同様の機体がウクライナやバルトの内戦、ポーランド・ソヴィエト戦争で実戦使用された。その他、生産された機体の一部はベルギー空軍へ引き渡された。そのほかフィンランドやスウェーデンでも練習機として導入され、1920年代前半に運用された。
また、戦後1919年2月10日より旅客輸送を開始したドイツの航空会社ドイッチェ・ルフトレーデライ社 (Deutsche Luft-Reederei; DLR) では、当初 AEG J.II とともに LVG C.VI や LVG C.V を旅客機として運用した。両機とも機体規模からして本格的な旅客輸送機とは言えないものであったが、のちドイッチェ・ルフトハンザ (Deutsche Lufthansa; DLH) となる DLR 社はこれらの機体で初めての定期的な航空輸送を開始したのであり、機体には現在もルフトハンザのロゴマークとなっている鶴のマークが描かれていた。大戦中に軍用機として開発され終戦に伴い旅客・輸送機へと転用された機体はイギリスの DH.4 や DH.9 など枚挙に暇がないが、敗戦国であるドイツの軍用機も本国で引き続き使用されていたということは、のちの時代の敗戦処理との比較上興味深い。

## スペック
- 初飛行：1918年
- 翼幅：13.62 m
- 全長：7.87 m
- 全高：3.20 m
- 翼面積：42.90 m2
- 空虚重量：930 kg
- 通常離陸重量：1340 kg
- 発動機：ベンツ製 Bz IV 液冷エンジン ×1
- 出力：200 馬力
- 最高速度：165 km/h
- 巡航速度：142 km/h
- 実用航続距離：420 km
- 上昇力：252 m/min
- 実用飛行上限高度：6000 m
- 乗員：2 名
- 武装：LMG14パラベルム 7.92 mm機銃 ×1(後部座席)
  - 後期型：同上、および LMG 08/15 シュパンダウ 7.92 mm機銃 ×1(前方射撃用)
  - 80 kgまでの軽爆弾